# Slovakiens U21-herrlandslag i fotboll
Slovakiens U21-herrlandslag i fotboll är ett landslag för slovakiska fotbollsspelare, 21 år gamla eller yngre vid den tidpunkt då ett kvalspel till en europeisk U21-turnering inleds. Vid själva turneringen får man vara max 23 år gammal. Slovakiens U21-landslag bildades 1994 efter att det dåvarande Tjeckoslovakien den 1 januari 1993 delades upp i de självständiga staterna Tjeckien och Slovakien.
Landslaget nådde playoff till EM 2015 i Tjeckien, genom att vinna grupp 3, efter att ha besegrat Nederländerna med 1-0 på bortaplan. Matchen spelades den 8 september 2014.

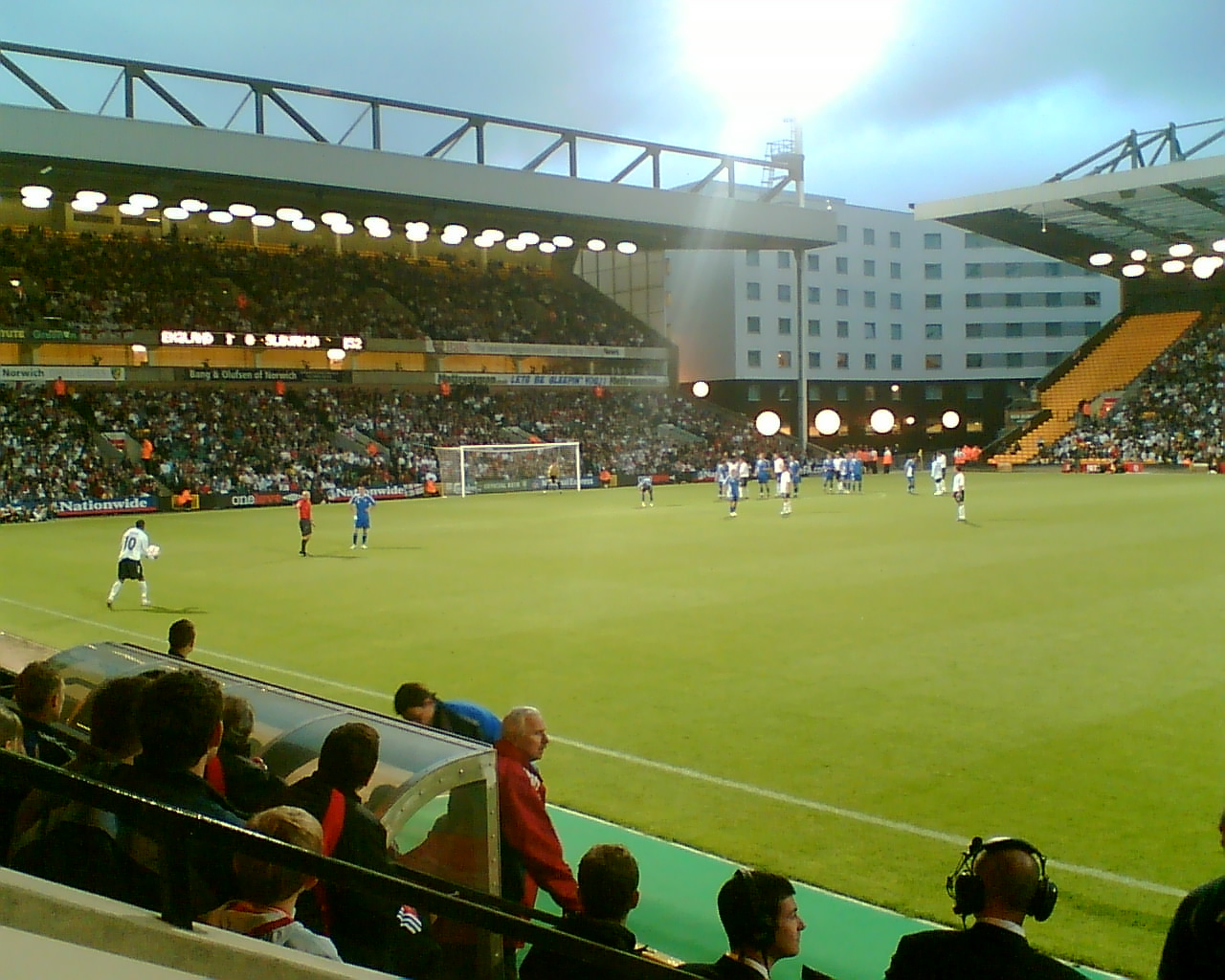
Slovakiens U21-landslag i en match mot England i juni 2007.